# Историята на един делфин 2
„Историята на един делфин 2“ (на английски: Dolphin Tale 2) е американска семейна драма от 2014 г. на режисьора Чарлс Мартин Смит и е продължение на „Уинтър: Историята на един делфин“ (2011). Във филма участват Хари Коник-младши, Ашли Джъд, Нейтън Гембъл, Крис Кристоферсън, Кози Цуелсдорф и Морган Фрийман. Премиерата на филма е в Съединените щати на 12 септември 2014 г. от „Уорнър Брос Пикчърс“.

## В България
В България филмът е излъчен през 2017 г. по bTV с български войсоувър дублаж на „Медиа Линк“. Екипът се състои от:
| Озвучаващи артисти  | Христо Узунов Станислав Димитров Георги Георгиев-Гого Надя Полякова Гергана Стоянова |
| Преводач            | Любина Ковачева                                                                      |
| Тонрежисьор         | Светослав Димитров                                                                   |
| Режисьор на дублажа | Михаела Минева                                                                       |